# Набережная канала Грибоедова
Набережная канала Грибоедова — набережная, проходящая вдоль канала Грибоедова от Мойки до Фонтанки.

## История
Когда в 1741 году в царствование Елизаветы Петровны вышел первый Императорский указ «О присвоении названий проездам в этой части города», то было решено поделить длинную набережную на шесть самостоятельных участков.
Рожественская Набережная улица — правая сторона от Мойки до современной Гороховой улицы, по церкви Рождества Богородицы, находившейся на месте Казанского собора. Слово «Рожественский» в XVIII веке писалось без буквы «д». Также понятия «набережная» в тот момент ещё не было, его заменяло словосочетание «набережная улица».
Береговая улица — правая сторона от переулка Гривцова до Львиного переулка.
Морская Набережная улица — по восточному краю Театральной площади и далее вдоль правого берега до Фонтанки. Здесь предполагалось поселить морских служителей Адмиралтейства.
Садовая Набережная улица — левая сторона от Мойки до Мучного переулка, по параллельной ей Большой Садовой (ныне Садовой) улице.
Вознесенская Набережная улица — левая сторона от Мучного переулка до Крюкова канала, по церкви Вознесения Господня, до 1930-х годов стоявшей на углу одноимённой перспективы.
Пушкарская Набережная улица — левая сторона от Крюкова канала до Фонтанки, по располагавшейся здесь Пушкарской слободе.
Пять из этих названий так и остались на бумаге, и лишь третье реально употреблялось почти весь XVIII век, уже как Морская набережная. Вообще разделение единого проезда на части оказалось неудобным, и во второй половине XVIII столетия набережную иногда именовали просто Набережной улицей, как, впрочем, и почти все другие набережные в Петербурге, либо Набережной Большой Проезжей улицей.
Ближе к концу столетия возникли и некоторое время держались два названия: Казанская набережная — по правому берегу и Екатерининская — по левому. На месте церкви Рождества Христова в это время уже строился Казанский собор, а канал уже стал Екатерининским. Впрочем, на некоторых картах эти наименования путали.
Наконец, участок набережной от Малой Мастерской до Большой Мясной улицы (позже оба топонима потеряли свои уточняющие слова), по которому шла Екатерингофская улица (проспект Римского-Корсакова), порой называли Екатерингофской набережной (по сути, проспект Римского-Корсакова на участке от Лермонтовского проспекта до Мясной улицы является набережной).
Лишь в 1820-е годы все эти имена были вытеснены одним, самым естественным — набережная Екатерининского канала. Впервые оно зафиксировано в «Санкт-Петербургских ведомостях» в 1774 году, но тогда оно даже несколько опередило своё время.
Петербургский краевед Георгий Зуев считал, что местом создания Ильёй Репиным одной из самых известных его картин «Перед исповедью» (1879—1885) был угловой пятиэтажный дом № 135 по набережной Екатерининского канала (Репин снимал квартиру сначала на втором, а затем на четвёртом этаже в этом доме, над ней находилась мастерская художника).
Дальнейшие изменения названия набережной следовали за изменениями названия канала: с 1923 года — набережная канала Писателя Грибоедова, а с 1929 года — просто набережная канала Грибоедова. Существует городская легенда, согласно которой при переименовании советскими властями в 1923 году канал получил новое имя в честь занимавшегося его благоустройством инженера К. Д. Грибоедова, а не его однофамильца-драматурга. Легенда опровергается специалистами по топонимике.
В 1954—1956 годах участок набережной канала от Мойки до Итальянской улицы был облицован гранитом.
В 2007—2008 годах с одной стороны был проведён ремонт набережной канала от Казанского до Банковского моста. Другая сторона, примыкающая к пешеходному мосту, так и осталась в аварийном состоянии.
С 10 сентября 2016 года на нечетной стороне набережной на участке от Казанской площади до переулка Гривцова было введено одностороннее движение.

## Здания и достопримечательности

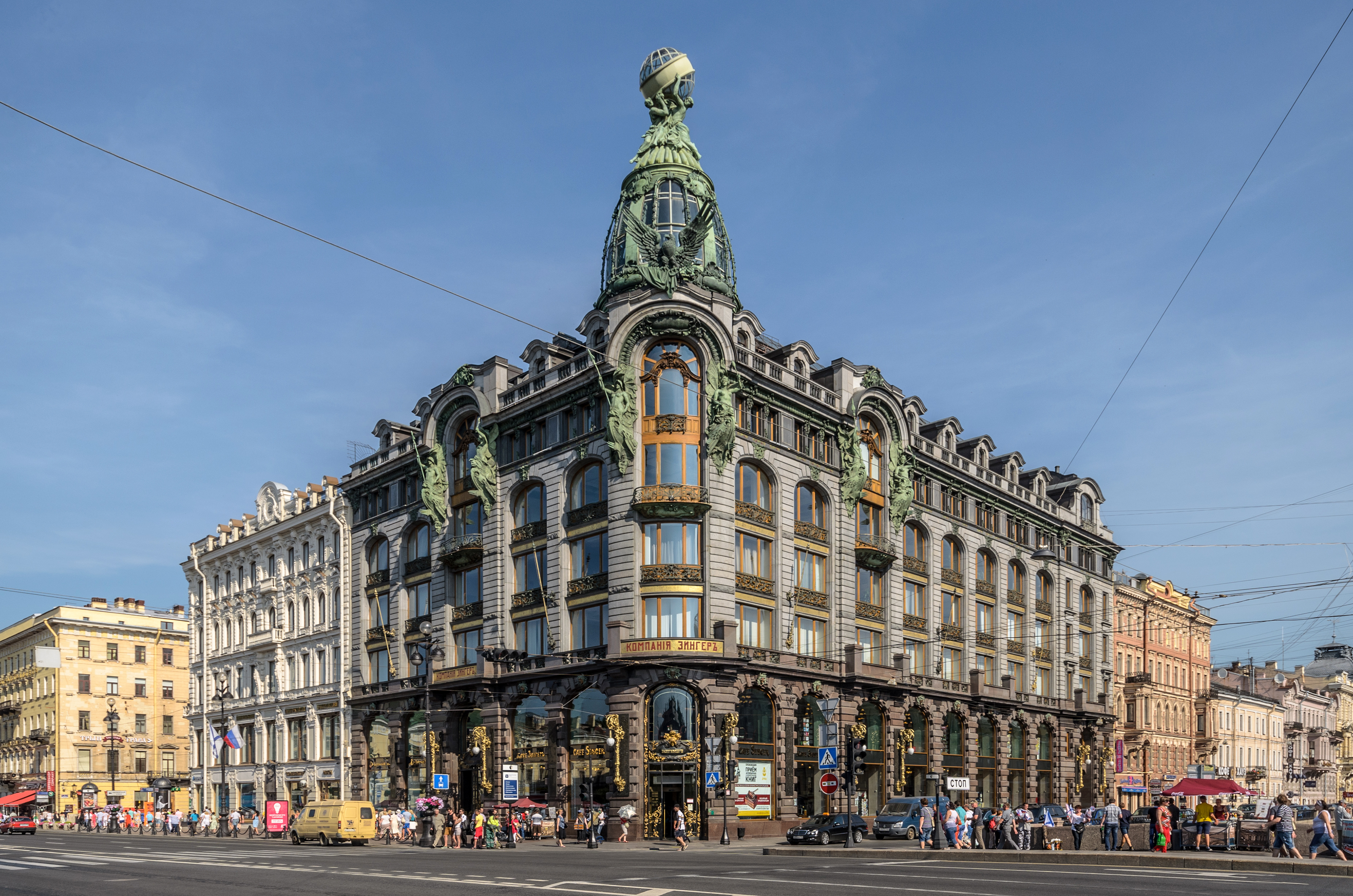
Дом компании «Зингер» (Дом Книги)

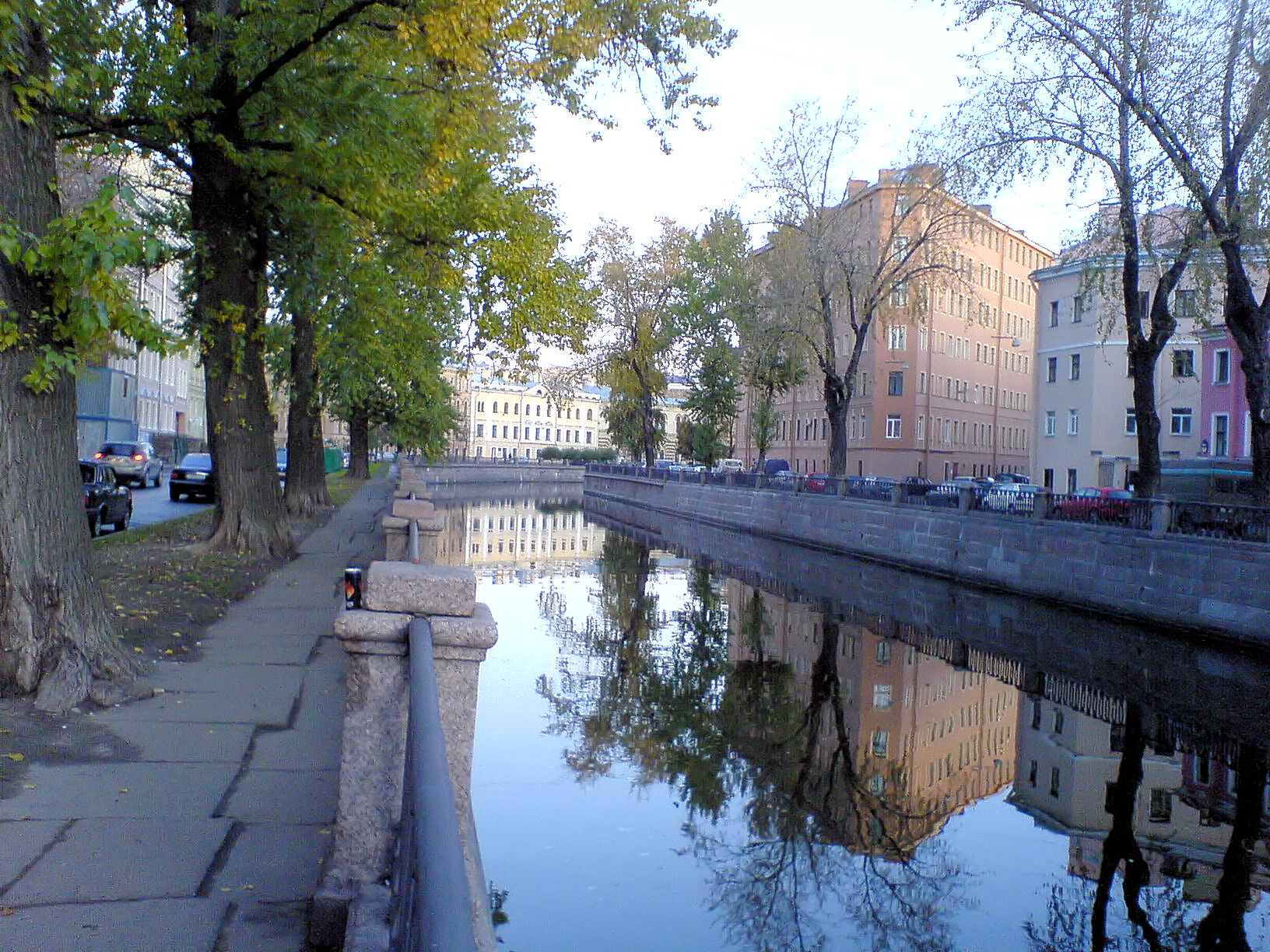
Канал Грибоедова, вид на дом 100

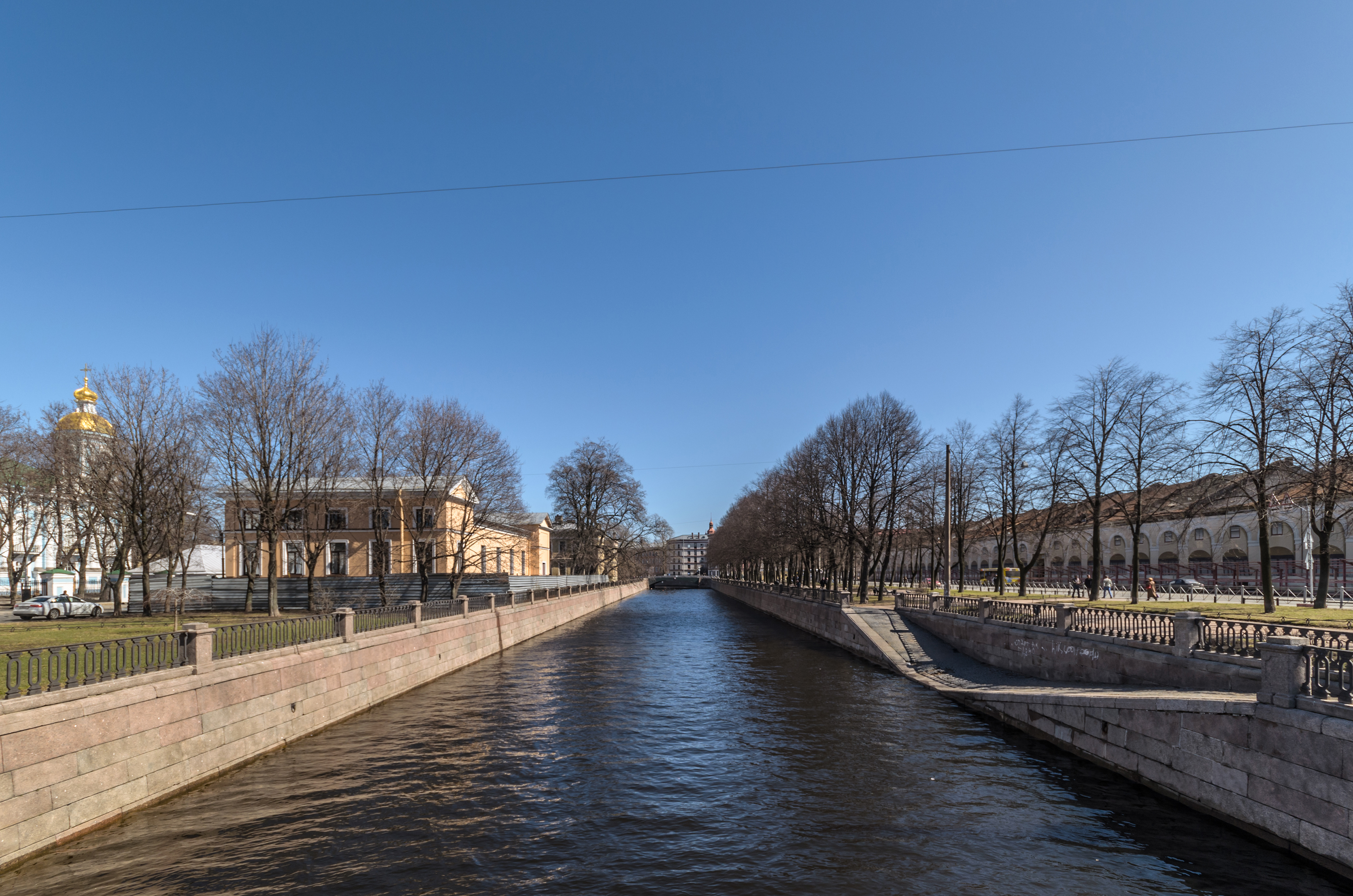
Канал Грибоедова, вид на Никольские ряды и Никольский сквер

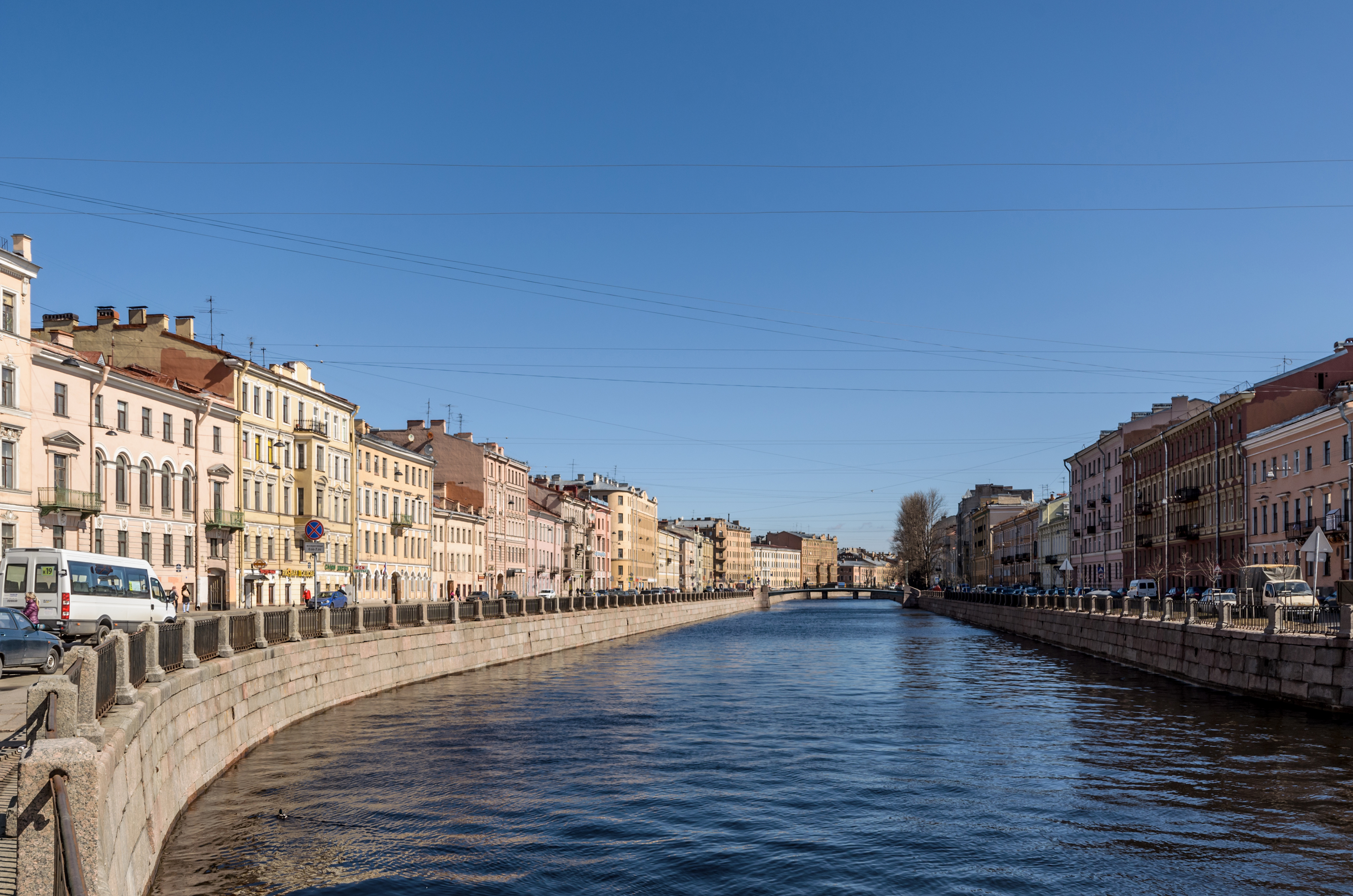
Канал Грибоедова возле Площади Репина

- Дом № 2-А — Собор Воскресения Христова и Часовня-ризница Иверской иконы Божией Матери (архитектор А. А. Парланд).

Церковь Спаса-на-крови, справа корпус Бенуа со входом в Русский музей

- Дом № 2/2 — Корпус Бенуа Русского музея.

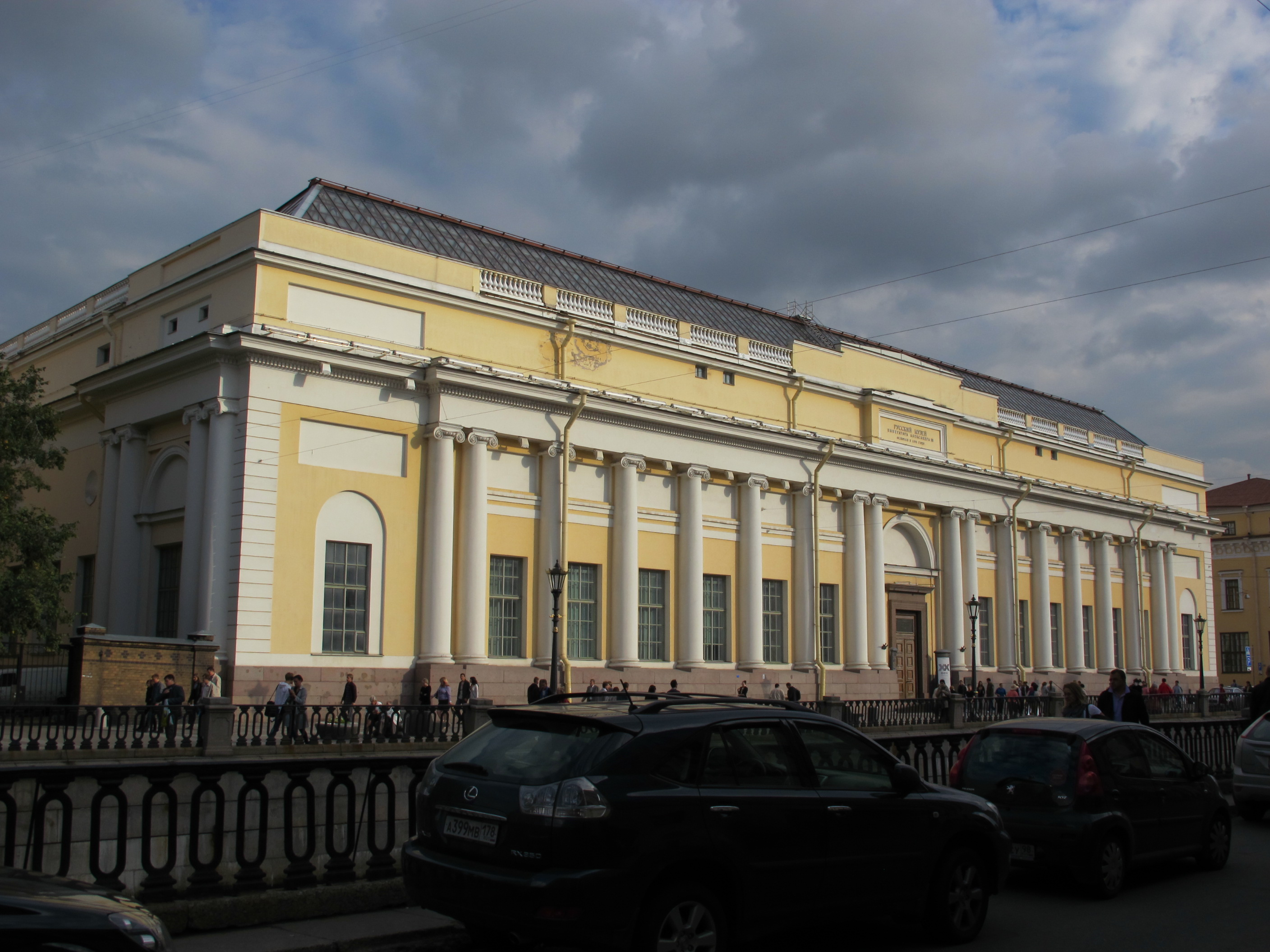
Фасад корпуса Бенуа Русского музея по каналу Грибоедова

- Дом № 8/1, литера А ( 781610415160005 (ЕГРОКН). 7810694000 (БД Викигида)) — Дом ордена иезуитов, 1801—1805. В нём размещался Благородный пансион, где в начале XIX века иезуиты давали образование представителям знатных российских семей.

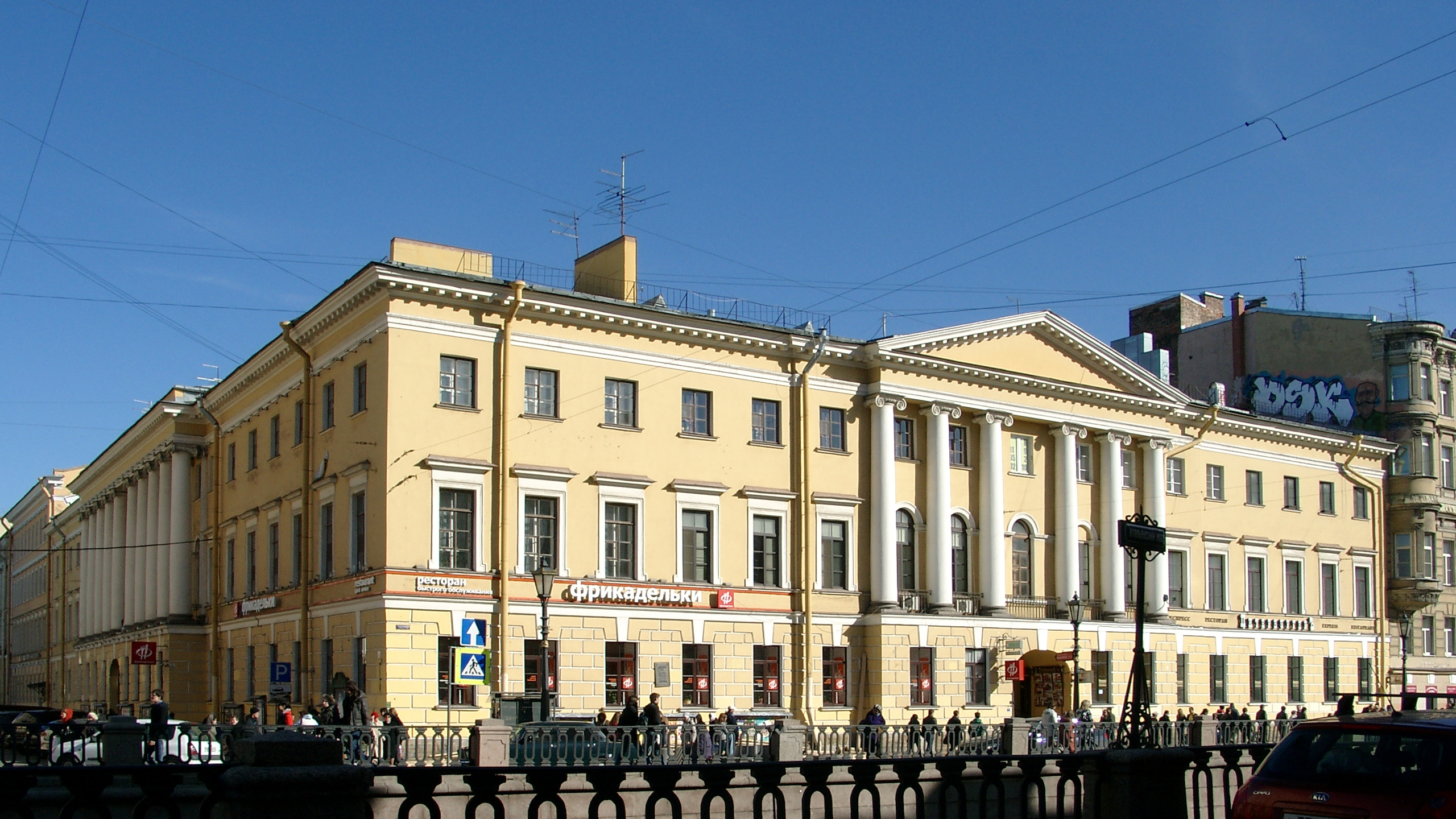
Канал Грибоедова, д. 8 — Дом ордена иезуитов

- Дом № 9 — здание, выходившее фасадами на канал Грибоедова, на 2-й Шведский (ныне Чебоксарский) переулок и на Малую Конюшенную улицу, принадлежало Конюшенному ведомству с начала XVIII века. В 1838 г. по проекту архитектора А. И. Буржуа надстроено до трех этажей и объединено общим фасадом, украшенным фронтонами, выходящими на канал и на 2-й Шведский переулок.

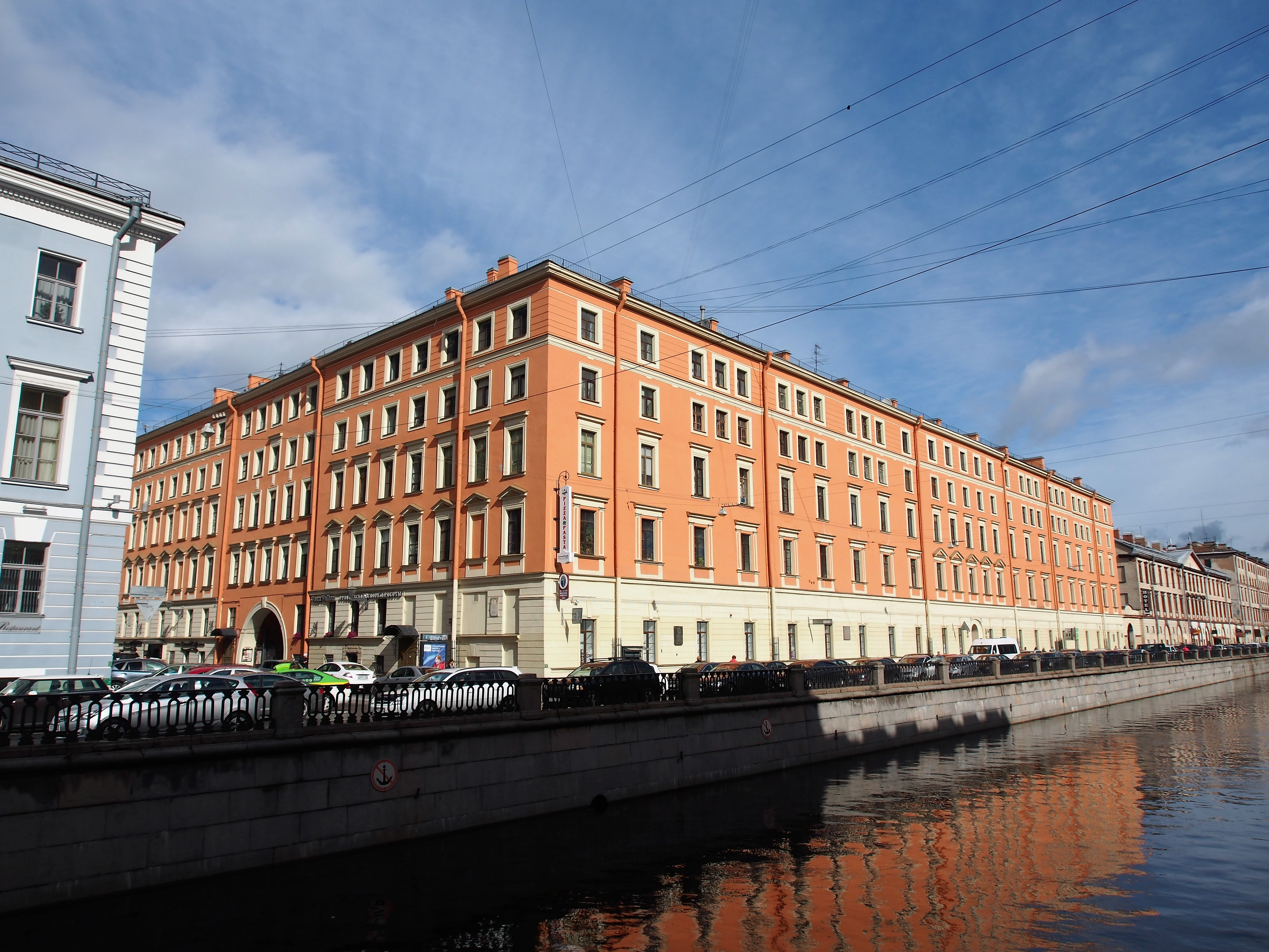
«Писательский небоскреб»

Квартиры предназначались для музыкантов, входящих в состав музыкантских хоров (военных оркестров) Кавалергардского и лейб-гвардии Конного полков. В 1896 году музыкантский хор перешёл из военного ведомства в гражданское; с 1917 года стал называться Государственным Симфоническим оркестром.
В 1935 году здание было надстроено двумя этажами; с 1 июня 1935 г. пятьдесят шесть квартир были переданы Ленинградскому отделению Всероссийского союза писателей. В 1935 г. в надстроенную часть дома въехали 60 писательских семей. В доме в разное время жили:
И. К. Авраменко, А. А. Ахматова, Л. И. Борисов, Н. Л. Браун, Н. Н. Браун, Е. А. Вечтомова, Ю. П. Герман, А. И. Гитович, А. Г. Голубева, И. А. Груздев, Е. Я. Данько, Н. Я. Данько, А. Н. Житинский, Б. С. Житков, Н. А. Заболоцкий, М. М. Зощенко, Ю. А. Инге, В. А. Каверин, В. К. Кетлинская, Б. П. Корнилов, М. Э. Козаков, М. М. Козаков, М. И. Комиссарова, С. Н. Ландграф, главный редактор журнала «Ленинград» Б. М. Лихарев, П. Н. Лукницкий, Н. М. Олейников, Л. И. Раковский, жена поэта Д. И. Хармса Марина Малич , В. А. Рождественский, Ю. С. Рытхэу), В. М. Саянов, Н. И. Сладков, И. С. Соколов-Микитов, В. И. Стенич, М. Л. Слонимский, С. М. Слонимский, Б. В. Томашевский, народный артист СССР С. Н. Филиппов, Б. Д. Четвериков, Е. Л. Шварц, В. Я. Шишков, О. Д. Форш, Б. М. Эйхенбаум и другие. В. Я. Шишков, Е. Л. Шварц, М. Э. Козаков, Б. В. Томашевский, Б. М. Эйхенбаум, И. А. Груздев, Е. Я. Данько, оставались жить в доме и в первую блокадную зиму. В кв. 119 действует Государственный литературно-мемориальный музей М. М. Зощенко.
- Дом № 10 — в середине XIX века доходный трёхэтажный дом принадлежал полковнику и профессиональному карточному игроку Луке Ильичу Жемчужникову (03.02.1783—22.12.1856)[10]. У его внучек, Прасковьи и Натальи (дочери К. А. Бельгард) снимал жильё — «14 комнат в 3-х этажах, двойной каретный сарай, конюшню на 4 стойла, сарай для дров и ледник» — генерал-адъютант А. А. Зеленой. В декабре 1873 года дом был заложен в Петербургском кредитном обществе и, в конце концов, заложенный и перезаложенный, 21 января 1881 года перешёл во владение статского советника Алексея Николаевича Мерзлякова, который надстроил сразу два этажа — в таком виде здание и дошло до наших дней.
- Дом № 13 ( 781610415600016 (ЕГРОКН). 7810694000 (БД Викигида)) — Здание Санкт-Петербургского общества взаимного кредита. 1888—1890, арх-р П. Ю. Сюзор.
- Дом № 14 — жилой дом (год постройки 1830, перестроен в 1863 году)

Трехэтажный предшественник современного жилого дома был возведён в 1830 году на набережной Екатерининского канала, 14.
Позже, в 1863 году петербургский архитектор М. А. Щурупов произвёл внутреннюю перепланировку жилого здания и надстроил его дополнительным этажом.
Около десяти лет, вплоть до февральской революции 1917 года в одной из квартир дома 14 размещался Археологический институт. Учебное заведение готовило специалистов по археологии и архивоведению, его студентами были лица, уже имеющие законченное высшее образование. После революции заведение не было ликвидировано, в 1922 году оно было присоединено к факультету общественных наук Петроградского университета.
У Археологического института не было своего построенного специально для него здания, хотя вопрос о постройке поднимался в начале XX века. За свою историю институт сменил несколько адресов, среди которых был и дом 14 по набережной Екатерининского канала, в котором он располагался в начале XX века.
Одновременно с институтом в том здании действовала Постоянная комиссия по устройству народных чтений. В неё в разное время входили такие известные петербургские деятели, как предприниматель Г. Г. Елисеев, графиня С. В. Панина, поэт А. Н. Майков].
В жилом доме 14 в 1920—1940-х годах снимали квартиру художник М. Л. Шафран и его брат — скульптор А. Л. Шафран. Седьмого ноября 1917 года М. Л. Шафран сделал рисунок с натуры — первое известное портретное изображение В. И. Ленина (без бороды и усов).
В полуподвале здания со стороны набережной раньше находился ресторан, названный «Портовым». В нём имелся не только небольшой общий обеденный зал, но и отдельные кабинеты для жаждущих уединения. Ресторан «Портовый» стал особенно популярен в период НЭПа.
С 1989 по 2011 гг. там же функционировал популярный валютный ресторан немецкой кухни «Чайка», занимавший всю площадь подвальных помещений вдоль набережной канала Грибоедова.
- Дом № 19 — доходный дом (перестроен в 1875—1876 годах архитектором А. В. Ивановым).
- Дом № 21 (Невский проспект, 28) — Дом компании «Зингер» или «Дом Книги». Архитектор П. Ю. Сюзор.
- Казанский собор (А. Н. Воронихин).
- Дом № 26 — Малый гостиный двор, архитектор Джакомо Кваренги.
- Дом № 30-32 ( 781520364340006 (ЕГРОКН). 7810694000 (БД Викигида)) — Здание Ассигнационного банка, ныне Санкт-Петербургский государственный университет экономики и финансов.
- Дом № 51 (Казанская улица, 28) — здание Пробирной палаты. Построено в конце XVIII — начале XIX века, перестроен архитектором Г. Б. Прангом в 1875—1876 годах. Снесено в конце февраля 2008 года ради строительства гостиницы «Рэдиссон САС» компанией ООО «Легион»[15].

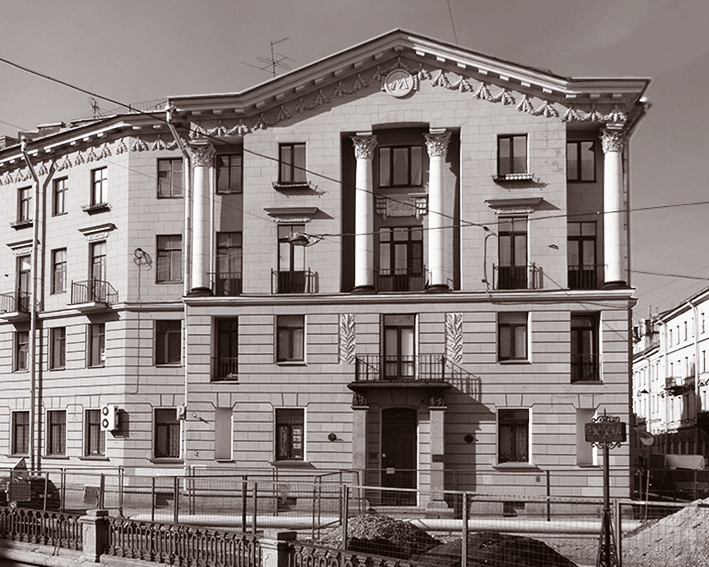
Жилой дом «Метростроя». Набережная кан. Грибоедова, 57 (Гражданская улица, дом 2-4)

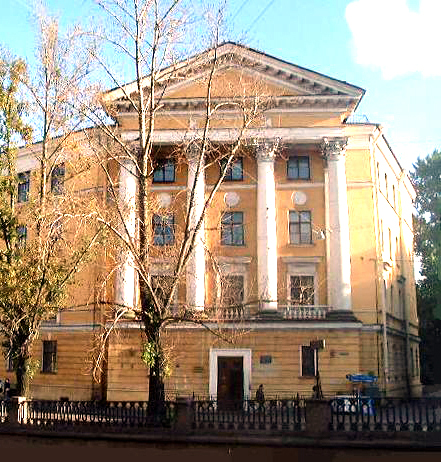
Школа. Санкт-Петербург.
Канал Грибоедова, 76

- Дом № 50-54 (Сенная площадь 13, Гривцова переулок 11) — доходный дом Н. В. Безобразовой, Архитекторы Ланге А. И., Бенуа Ю.Ю, год постройки 1850, 1903—1905, стиль — модерн.
- Дом № 57 — Жилой дом «Метростроя» (Гражданская улица, дом 2-4). Архитекторы: М. А. Шепилевский и  С. Г. Красников. Премия «Лучший жилой дом 1952 года»[16].
- Дом № 65-67 — доходный дом (1893—1894, архитектор В. И. Чагин).
- Дом № 68 — доходный дом. Архитектор П. М. Мульханов, 1903 (перестройка; впоследствии надстроен).
- Дом № 69 — перестраивался в 1870—1880 годах по проекту Д. Д. Соколова.
- Дом № 72 — доходный дом. Архитектор О. Л. Игнатович, 1895. Предположительно включен существовавший дом.
- Дом № 76 — на месте разрушенного в 1942 году старого здания школы, в 1946 сооружена школа, построенная в по проекту архитекторов: М. А. Шепилевского и М. Я. Климентова в стиле "сталинского классицизма"[17].
- Дом № 80 (Красноградский переулок, 5) — доходный дом В. О. Челищевой. Перестройка 1898 года осуществлена по проекту П. П. Трифанова. С тех пор здание было расширено.
- Дом № 88-90, литера А ( 781410176020006 (ЕГРОКН). 7810694000 (БД Викигида)) — Первое Общественное собрание, 1904—1906.
- Дом № 100 — Малая Подьяческая улица, — доходный дом. Надстройка и расширение 1830 и 1855—1856 годов осуществлялась по проекту архитектора В. Е. Моргана.
- Дом № 100 ( 781720971790005 (ЕГРОКН). 7810694000 (БД Викигида)) — дом Алафузовой, конец XVIII в.
- Дом № 104 - дом старухи-процентщицы, левая часть — доходный дом. Архитектор Н. И. Полешко. Надстройка. 1902, 1910 год. Ранее на этом участке находился дом столярного мастера И. Вальха, в котором с ноября 1816 по август 1818 года жил А. С. Грибоедов. В его квартире бывал его сослуживец, будущий мемуарист С. Н. Бегичев. В этом доме жила героиня романа «Преступление и наказание» Ф. М. Достоевского — Алёна Ивановна, «старуха-процентщица». Её квартира располагалась во втором дворе (Средняя Подьяческая ул., 15. 1-я парадная направо, 4 эт.)
- Дом № 105 — с 1920 и до конца жизни в 1934 г. жил К. К. Вагинов.
- Дом № 106 — дом Сутугиных. Построен в 1800 году для купца Матвея Сутугина, частично перестроен в 1851, расширен в начале XX века.
- Дом № 109 — Театральная площадь, д. № 8 — доходный дом Л. М. Харламова, построен по собственному проекту архитектора[18]. 1902—1904. Включен существовавший дом.
- Дом № 111 — доходный дом. Построен в 1856 году по проекту архитектора В. Е. Моргана. Включен существовавший на этом участке дом.
- Дом № 112 — доходный дом. Архитектор О. Л. Игнатович, 1893.
- Дом № 131/19 — доходный дом XVIII века. Расширен в 1836 году архитектором Ф. И. Руска.
- Дом № 132 — доходный дом М. А. Макарова. Построен в 1882 году, архитектор А. И. Аккерман.
- Дом № 133/22 — казармы Гвардейского экипажа. Построен в 1843—1844 годах, перестроен в 1852 году. Архитектор военный инженер М. А. Пасыпкин при участии военного инженера Митюшина.
- Дом № 133а — корпус казарм Гвардейского экипажа. Построен в 1877 году. Архитектор военный инженер С. С. Селянинов.
- Дом 134 — доходный дом К. А. Тона. Построен в 1874 году. Архитектор академик А. П. Попов.
- Дом № 136 — доходный дом. Перестроен в 1904 году. Архитектор П. М. Мульханов.
- Дом № 138 — доходный дом. Построен в 1882—1883 годах по проекту архитектора И. И. Шапошникова. Включён существовавший дом. В этом доме в 1890—1900 годах жил В. В. Билибин.
- Дом № 140/2 — здание Еврейских народных бань и столовой. Построено в 1902 году. Включён существовавший дом. Архитектор Б. И. Гиршович.
- Дом № 142/1 — доходный дом. Угловая часть расширена и надстроена в 1846 году военным инженером К. Е. Егоровым, левая часть дома построена в 1894 году архитектором В. Ф. Розинским.
- Дом № 144 — доходный дом архитектора П. Н. Батуева. Построен им в 1909 году. В этом доме в 1910 году жил депутат III Государственной думы от рабочей курии Н. Г. Полетаев.
- Дом № 146 — доходный дом. Построен в 1910 году. Архитектор Н. И. Монахов.
- Дом № 148—150 — доходный дом Т. М. Любищевой. Построен в 1914 году. Архитектор И. А. Претро.
- Дом № 156 — особняк А. О. Витали. Надстроен в 1860 году. Архитектор В. В. фон Витт.
- Дом № 158 — доходный дом С. С. Трайнина. Северный модерн, арх. И. А. Претро, 1912[19].
- Дом № 160 — дом Покровской общины сестёр милосердия. Построен в 1900 году. Архитектор В. А. Шевалёв.
- Дом № 164 — доходный дом. Перестраивался в 1857 году архитектором академиком Г. М. Барчем и в 1885 году для владельца соседнего особняка С. А. Серебрякова. В 1914—1917 годах принадлежал директору-распорядителю пиво-медоваренного завода «Товарищество Ив. Дурдин». В 1760-х годах на этом месте находился сахарный завод и дом купца Г. Пошехонова.
- Дом № 166 — особняк С. А. Серебрякова. Архитектор О. Л. Игнатович, 1894. Включен существовавший дом.
- Дом № 170 — доходный дом. Построен в 1881 году. Архитектор И. Н. Иорс. Включён существовавший дом. В этом доме прошло детство балерины Т. П. Карсавиной и её брата Л. П. Карсавина.
- Дом № 172 — особняк XVIII века.
- Дом № 174 — единственный сохранившийся в Коломне дом 1730-х годов постройки. Перестроен в 1870-х годах архитектором В. Ф. Геккером. В этом доме после окончания Лицея, в 1816—1818 годах жил А. С. Пушкин.
- Дом № 178/129 — доходный дом, 1910 год. Архитектор А. И. Стюнкель.

## Разрушенные исторические здания
- Дом 51 (Казанская улица, 28) — здание Пробирной палаты. XVIII — начало XIX века, Перестройка 1875—1876 — Г. Б. Пранг. Снесено в конце февраля 2008 года ради строительства гостиницы «Рэдиссон САС» компанией ООО «Легион»[9]